# De Monja
de Monja es una variedad cultivar de ciruelo (Prunus domestica), de las denominadas ciruelas europeas, una variedad de ciruela oriunda de la comunidad autónoma de Extremadura, en la zona de la comarca de Tierra de Barros, en Villafranca de los Barros (provincia de Badajoz). 
Fruta de tamaño mediano, con piel de color variable y muy especial, verde intenso, verde claro amarillento, amarillo miel o castaño dorado, por lo general no uniforme, a veces con manchas longitudinales, atigradas de dos tonos distintos, punteado menudo, abundante, a veces poco perceptible, otras, sobre todo en la parte central del fruto, más visible con aureola de color indefinido siempre algo más oscuro que la zona en que está situada, y en la pulpa el color bajo la piel suele ser del mismo color que ésta, aclarándose hacia el hueso donde suele ser verdosa clara o ambarina, transparente, textura medio firme, y sabor dulce pero no con exceso, refrescante, agradable.

## Historia
'de Monja' variedad de ciruela local cuyos orígenes se sitúan en la comunidad autónoma de Extremadura, en la zona de la comarca de Tierra de Barros, en Villafranca de los Barros (provincia de Badajoz).
'de Monja' está cultivada en el banco de germoplasma de cultivos vivos de la Estación experimental Aula Dei de Zaragoza. Está considerada incluida en las variedades locales autóctonas muy antiguas, cuyo cultivo se centraba en comarcas muy definidas, que se caracterizan por su buena adaptación a sus ecosistemas, y podrían tener interés genético en virtud de su características organolepticas y resistencia a enfermedades, con vista a mejorar a otras variedades.

## Características
'de Monja' árbol de porte extenso, vigoroso, erguido, muy fértil y resistente. Las flores deben aclararse mucho para que los frutos alcancen un calibre más grueso. Tiene un tiempo de floración que comienza a partir del 16 de abril con el 10% de floración, para el 20 de abril tiene una floración completa (80%), y para el 29 de abril tiene un 90% de caída de pétalos.
'de Monja' tiene una talla de tamaño mediano, de forma elíptico alargada, estrechándose hacia el pedúnculo formando cuello corto, muy ventruda, presentando sutura bien visible, ancha, color verde más intenso que el del fruto, completamente superficial;epidermis no se aprecia pubescencia, su piel de color variable y muy especial, verde intenso, verde claro amarillento, amarillo miel o castaño dorado, por lo general no uniforme, a veces con manchas longitudinales, atigradas de dos tonos distintos, punteado menudo, abundante, a veces poco perceptible, otras, sobre todo en la parte central del fruto, más visible con aureola de color indefinido siempre algo más oscuro que la zona en que está situada; Pedúnculo de longitud corto, fino, pubescente, insertado en una cavidad peduncular estrechísima, poco profunda, suavemente rebajada en la sutura; pulpa bajo la piel suele ser del mismo color que ésta, aclarándose hacia el hueso donde suele ser verdosa clara o ambarina, transparente, textura medio firme, y sabor dulce pero no con exceso, refrescante, agradable.
Hueso adherente, tamaño mediano, muy alargado, deprimido, asimétrico, surcos generalmente discontinuos, superficie semi lisa.
Su tiempo de recogida de cosecha se inicia en su maduración durante la primera decena del mes de julio.

## Usos
Las ciruelas 'de Monja' se comen crudas de fruta fresca en mesa, y también se transforma en mermeladas, almíbar de frutas o compotas para su mejor aprovechamiento.

## Cultivo
Autofértil, es una muy buena variedad polinizadora de todos los demás ciruelos.